# Seeberg (Berno)
Seeberg – gmina (niem. Einwohnergemeinde) w Szwajcarii, w kantonie Berno, w regionie administracyjnym Emmental-Oberaargau, w okręgu Oberaargau. 1 stycznia 2016 do gminy przyłączono gminę Hermiswil.

## Demografia
W Seebergu mieszka 1599 osób. W 2020 roku 5,3% populacji gminy stanowiły osoby urodzone poza Szwajcarią.

## Transport
Przez teren gminy przebiegają drogi główne nr 1 i nr 240.